# Ханивай
Ханивай — река на северо-западе Камчатского края в России. Длина реки — 22 км.
Протекает по территории Пенжинского района Камчатского края. Впадает в Пенжинскую губу Охотского моря.

## Данные водного реестра
По данным государственного водного реестра России относится к Анадыро-Колымскому бассейновому округу.
Код объекта в государственном водном реестре — 19100000112120000052535.